# 贝里市镇
贝里市镇（瑞典語：Bergs kommun）是瑞典中部耶姆特兰省的一个市镇。其治所位于斯文斯塔维克。
如今的贝里市镇成立于1971年，由原来的旧贝里市镇和其他四个行政区域合并而成。在瑞典北部，是一个面积较大人口较少的市镇。
自然保护区霍韦尔贝耶特（Hoverberget）位于贝里市镇，靠近斯文斯塔维克。赫拉格斯山（Helags）和瑞典最高的公路，位于贝里市镇的西端。贝里在瑞典语里表示“山”，贝里市镇和贝里堂区的名字来自赫拉格斯山。